# ATV (Turcja)
aTV – turecka stacja telewizyjna, założona w 1993 roku przez Dinça Bilgina. Jest piątą co do oglądalności turecką stacją na poziomie 6,71% (stan na sierpień 2013).
Nazwa aTV jest akronimem od Actual Television (tur. Aktüel Televizyonu).